# 야마가정 (오이타현)
야마가정(山香町)은 오이타현 하야미군에 설치되었던 정이다. 현재의 기쓰키시에 해당한다.